# Disepholcia caerulea
Disepholcia caerulea is een vlinder uit de familie van de uilen (Noctuidae). De wetenschappelijke naam van de soort is voor het eerst geldig gepubliceerd in 1889 door Arthur Gardiner Butler.